# Woimbey
Woimbey är en kommun i departementet Meuse i regionen Grand Est (tidigare regionen Lorraine) i nordöstra Frankrike. Kommunen ligger i kantonen Pierrefitte-sur-Aire som tillhör arrondissementet Commercy. År 2022 hade Woimbey 130 invånare.

## Befolkningsutveckling
Antalet invånare i kommunen Woimbey
| Referens: INSEE |